# Tensão geopolítica entre China e Estados Unidos em 2023
No dia 2 de fevereiro de 2023, os Estados Unidos reportaram a existência de um "balão de vigilância chinês em alta altitude" em céu norte-americano no estado de Montana, próximo a base aérea de lançamento de mísseis nucleares intercontinentais. Um dia depois, em 3 de fevereiro, Mao Ning, a responsável pelas comunicações internacionais do Ministério dos Assuntos Estrangeiros da China relatou que o balão identificado pelo Pentágono é "um dirigível civil chinês" e que o equipamento "é utilizado para fins de pesquisa meteorológicas", havendo desvio de sua rota por conta de correntes de vento. Antes da identificação do objeto, o ex-embaixador da China em Washington e atual Ministro dos Assuntos Estrangeiros Qin Gang marcou reunião com Antony Blinken, secretário de estado dos Estados Unidos, como uma forma de desenvolver o objetivo de melhorar as relações entre China-EUA em 2023, como acordado entre as duas partes. Apesar do encontro marcado para o dia 5 de fevereiro, com duração de 2 dias, a tensão levou aos EUA decidirem adiar a reunião entre os dois países.
No dia 4 de fevereiro, o Pentagóno anunciou que houve o abate do balão de origem chinesa na costa da Carolina do Sul. No dia, o objeto foi abatido com um caça de superioridade aérea F-22 a 58 mil pés (aproximadamente 17,6 km), possuindo um míssel de curto alcance AIM-9X Sidewinder, com grande parte de seus destroços caindo em um lago e em partes próximas a região onde estava sobrevoando. Após ser derrubado, seu comprimento foi estimado em três ônibus.
Na quinta-feira, dia 9 de fevereiro, um oficial da casa branca afirmou que "o balão estava equipado com dispositivos para coletar dados de inteligência", sendo "inconsistente para o uso para fins meteorológicos". O balão possuía em sua estrutura painéis solares suficientes para produzir energia necessária para possuir grande autonomia, mesmo com possíveis inconsistências climáticas.